# Nintendo presenta: New Style Boutique
Nintendo presenta: New Style Boutique, llamado en América Style Savvy: Trendsetters y en Japón Wagamama Fashion: Girls Mode - Yokubari Sengen! (わがままファッション GIRLS MODE よくばり宣言!?), es un videojuego de moda y gestión económica desarrollado por syn Sophia y publicado por Nintendo para la consola Nintendo 3DS. Se trata de la secuela del juego Nintendo presenta: Style Boutique para Nintendo DS. Salió a la venta el 27 de septiembre de 2012 en Japón, el 22 de octubre de 2012 en América y el 16 de noviembre de 2012 en Europa.
Una versión actualizada, llamada Wagamama Fashion: Girls Mode Yokubari Sengen! Tokimeki Up!, salió a la venta en Japón el 17 de abril de 2014.

## Modo de juego
En el juego Nintendo presenta: New Style Boutique, el jugador asume el papel de una magnate de la moda en ciernes, labrando su camino hasta la cima del mundo de la moda. Debe administrar su propia boutique y ayudar a los clientes a encontrar la prenda o el conjunto perfecto para mantenerse al día en las tendencias de la moda, adquiriendo ropa nueva para la tienda, y cambiando la decoración para reflejar su personalidad. 
Se puede elegir entre más de 12.000 artículos de ropa y accesorios que abarcan 21 marcas diferentes, con los que el jugador podrá encontrar el estilo perfecto que le solicite su cliente. Mediante conexión a Internet, se pueden compartir las creaciones con otros jugadores a través de un portal de compras en línea y conseguir ropa nueva como contenido de descarga. Por otra parte, el juego también utilizada la realidad aumentada en el modo "Sesión Fotográfica RA".
Las principales novedades de este juego respecto a Nintendo presenta: Style Boutique, son la inclusión de nuevos accesorios como bolsos y la posibilidad de atender a personajes masculinos. Además de una mayor personalización de la tienda y la posibilidad de decorar la habitación del personaje.

## Desarrollo
Al empezar el desarrollo del juego, Nintendo, en busca de asesoramiento en el mundo de la moda femenina, se puso en contacto con Drumcan, una compañía de la industria de la moda que organiza y produce pases de modelos para marcas y compañías, fiestas y todo tipo de eventos tanto en Japón como en el extranjero. Dicha compañía ofreció la ayuda de varias de sus estilistas que empezaron a trabajar con Nintendo y Syn Sophia. Uno de los miembros de Drumcan que se involucró en el desarrollo del juego fue Hiromasa Tsujii, que se convirtió en el director creativo. En un principio, hubo complicaciones debido a que Syn Sophia ya había empezado a trabajar en el juego creando las prendas de ropa cuando llegaron las estilistas, y no resultó fácil tener que coordinarse y buscar la forma de que dichas prendas tuvieran un aspecto ideal. Otro aspecto importante del desarrollo del juego fue la cantidad de prendas que tendría. El presidente de Syn Sophia, Syuji Yoshida, quería que este juego contase con el doble de prendas que el juego anterior, es decir con 20.000. Sin embargo, finalmente se crearon 12.000. 
Una de las principales dificultades para los desarrolladores fue elaborar el programa para que el juego pudiese decidir que conjunta y que no, que se realizó a base de ensayo y error. En el juego anterior, el método para determinar cómo se coordinarían los objetos era simple, en comparación, así que más o menos se intuía qué se necesitaba para que el cliente lo comprara todo. Pero esta vez, quisieron alejarse de este planteamiento. Una de los problemas a los que tuvieron que hacer frente en este sentido es que un conjunto para la consola puede que no esté a la moda, sin embargo a través de la sensibilidad de un humano puede sí estarlo. Por lo que el equipo tuvo que ajustar el sistema de arriba abajo para transmitir esa sensación al juego. De esta forma, en este juego, cuando algo se describe como femenino o bonito, hay distintos grados, como femenino pero con clase, femenino juvenil, femenino con un toque étnico, etc. En el juego anterior no se pudo llegar tan lejos, pero esta vez, el equipo de desarrollo trabajando junto a profesionales de la moda, se dio cuenta de que si no ampliaban el rango de lo permitido, faltaría el elemento humano. Debido a la programación de decisiones ambiguas de ese tipo, se creó un sistema que permitía combinaciones con un objeto que podían quedar un poco apagadas o con un gusto un tanto provocador. Aun así, no podían permitir que todas las combinaciones valiesen, por lo que si un estilo no es correcto el sistema debía rechazarlo.
Por otra parte, la moda masculina, no presente en el primer juego, fue algo que se decidió incluir desde el principio del desarrollo. En un primer momento la moda masculina se trató como un tema menor, como un complemento a la moda femenina, el eje del juego. Sin embargo, a medida que avanzaba el desarrollo, se pensó que la moda masculina también podía funcionar bien. Así comenzaron a derivar algo de esfuerzo en cosas para formar los personajes y conseguir una personalidad distintiva para los hombres. El equipo pensó que los tipos de hombre que aparecen en el juego son aquellos hombres estilosos con los que les gustaría estar a las chicas, así que decidieron excluir algunas prendas por ese motivo.
El 12 de septiembre de 2011 se mostró el juego por primera vez en una presentación en línea de la novedades de Nintendo 3DS en Japón, además se anunció su salida para 2012 sin una fecha concreta. El 13 de agosto de 2012, Nintendo América confirmó la salida del juego en octubre de ese mismo año para el territorio americano con el nombre de "Style Savvy: Trendsetters". El 4 de octubre de 2012, en un Nintendo Direct, se anunció su salida en Europa para el 16 de noviembre con el nombre de "Nintendo presenta: New Style Boutique".

## Lugares
El jugador podrá visitar distintos lugares en una ciudad virtual, el los cuales podrá realizar una serie de acciones.
- Casa: es la residencia del personaje principal. Allí el jugador puede cambiar la ropa y el maquillaje del personaje. Además se pueden cambiar los muebles y la decoración de la habitación.
- Mi boutique: es la tienda del jugador, donde debe atender a los clientes y clientas. Se puede reformar y cambiar la decoración tanto de fuera como de dentro, elegir el hilo musical, vestir a los maniquíes y poner la ropa que ya no te interese más barata.
- Central de moda: en este lugar es donde el jugador deberá abastecerse y comprar la ropa a las distintas marcas para poder después venderla en su tienda. Cada marca cierra un día a la semana, y todos los días hay un producto en oferta de cada marca.
- Peluquería: aquí podrás cortar, teñir y añadir mechas al pelo del personaje principal. Además puedes cambiarle las cejas. Conforme avances en el juego irán apareciendo varios estilistas, los cuales realizan peinados exclusivos aleatoriamente, a un precio mayor.
- Salón de belleza: aquí podrás comprar distintos sets de maquillaje y productos sueltos de maquillaje, según el estilo que prefieras. Los productos que se pueden comprar son: sombra de ojos, lápiz de ojos, máscara de pestañas, lentillas de color, colorete, barra de labios y perfume. Conforme avances en el juego irán apareciendo varios estilistas, los cuales realizan maquillajes exclusivos aleatoriamente, a un precio mayor.
- Tienda de decoración: aquí puedes comprar los distintos muebles para decorar tu casa. Los objetos que se pueden comprar son: papeles pintado, muebles (armarios, estanterías, etc.), asientos (sillas, sillones, etc.), cojines, mesas, cortinas, alfombras, lámparas y camas.
- Palacio de desfiles: es el lugar donde se celebran lo certámenes de moda, solo abre por la noche.
- Estudio fotográfico: aquí podrás fotografiar a tu personaje, eligiendo el fondo, el color del fondo y la pose. Las fotos se guardarán en el álbum del juego.
- Cafetería: aquí además de poder tomarte un café, puedes encontrarte con conocidos y charlar.
- Parque: aquí se encuentra el puesto de flores, que por el día es llevado por Violeta y por la noche por su hermano mayor Narciso. Violeta te dirá la fortuna según el color que eligas, mientras que su hermano te regalara flores para decorar la casa.
- Centro: puedes salir a pasear al centro de la ciudad y encontrarte con conocidos.

## Personajes
- Vicky: famosa estilista y dueña de la boutique Alondra, donde empieza a trabajar nuestro personaje. Posteriormente nos cederá la tienda. Es la encargada de traer los certámenes de moda a la ciudad.
- Sonia: es la dependienta de la boutique Alondra, pero cuando Vicky deja la tienda se convierte en fashionista autónoma.
- Ana: dueña de la peluquería.
- Eli: dueña del salón de belleza.
- Carmen: guía del Concurso inalámbrico, de la Prueba de estilo y de los Certámenes de moda. Además, es exmodelo y amiga de Vicky.
- Belén: fotógrafa y dueña del estudio fotográfico.
- Noelia: recepcionista de la Central de moda (solo de lunes a sábado).
- Julia: recepcionista de la Central de moda (solo los domingos).
- Guillermo: dueño de la Tienda de decoración.
- Elena: camarera de la cafetería (turno de día).
- Chema: camarero de la cafetería (turno de noche).
- Violeta: trabaja en el puesto de flores del parque durante el día (hermana de Narciso).
- Narciso: trabaja en el puesto de flores del parque durante la noche (hermano de Violeta).
- DJ Jon: presentador oficial de los Certámenes de moda que se celebran en el Palacio de desfiles.
- Fidel: mensajero, llevará a tu casa tus adquisiciones y regalos.

## Marcas del juego

### Mujer
| Nombre en Europa | Nombre en América | Nombre en Japón             | Representante | Planta en la Central de Moda |
| ---------------- | ----------------- | --------------------------- | ------------- | ---------------------------- |
| Chorale          | Cantata Modo      | flute f                     | Andrea        | Tercera                      |
| Marzipan Sky     | Marzipan Sky      | La Chou-Chou                | Dulce         | Primera                      |
| AZ-USA           | AZ-USA            | AZ-USA                      | Jennifer      | Segunda                      |
| Bubble Pop       | Mint Sprinkles    | Jampack                     | Iris          | Primera                      |
| Brooke Bridge    | Harlow Heights    | Baker Bridge                | Kate          | Tercera                      |
| Miss Ribbon      | Le Spark          | Bisc Mary                   | Rocío         | Segunda                      |
| Zip Line         | Zip Line          | G-MINE                      | Olimpia       | Primera                      |
| Basic U          | Uber Cloth        | Double U                    | Mari          | Primera                      |
| Soy              | soymilk           | soymilk                     | Gaia          | Primera                      |
| Kanokoi          | Kanokoi           | カノコイ (Kanokoi)          | Sakura        | Primera                      |
| StageDive        | StageDive         | Stray Cat                   | Olvido        | Segunda                      |
| Marble Lily      | Marble Lily       | Marble Lily                 | Lisa          | Segunda                      |
| Retrobeat        | Pop Quiz          | トルテポルテ (Toruteporute) | Carina        | Primera                      |
| Enid Chen        | Zhade             | HELGA                       | Eleonor       | Tercera                      |
| Raven Candle     | Raven Candle      | Raven Candle                | Morgana       | Segunda                      |
| Purple Moon      | Teatro Amare      | FANTANIA                    | Yasmina       | Tercera                      |

### Bolsos
| Nombre en Europa | Nombre en América | Nombre en Japón | Representante | Planta en la Central de Moda |
| ---------------- | ----------------- | --------------- | ------------- | ---------------------------- |
| Chorale Prelude  | Cantata Tasca     | mezzo flute     | Ania          | Tercera                      |
| Arianna          | Strava            | YLVA            | Dorotea       | Tercera                      |

### Hombre
| Nombre en Europa | Nombre en América | Nombre en Japón    | Representante | Planta en la Central de Moda |
| ---------------- | ----------------- | ------------------ | ------------- | ---------------------------- |
| Basic U          | Uber Cloth        | Double U           | Jose          | Cuarta                       |
| Helion           | Aeronef           | Air Ship           | Jonás         | Cuarta                       |
| Dept.9           | Dept.9            | Dr.9               | Abel          | Cuarta                       |
| Markus & Corman  | Castellan         | KIDMAN             | Pierre        | Cuarta                       |
| -                | -                 | カノコイ (Kanokoi) | -             | Cuarta                       |

- La marca Kanokoi para hombres no está disponible en Europa y América.

### Maquillaje
| Nombre en Europa | Nombre en América | Nombre en Japón | Representante |
| ---------------- | ----------------- | --------------- | ------------- |
| Vanilla          | lola doux         | mewme           | Eli           |
| Kerala           | ADELIA            | VENUSIAN        | Dánae         |
| Naima            | Naima             | Pinna           | Erin          |
| Rokian           | ROKSANA           | Rokian          | Tania         |
| Mini Mimi        | JoLLi LoLLi       | LiLiRaRa        | Thais         |
| Enid Chen        | ZHADE             | HELGA           | Madison       |

Femeninas
- Marzipan Sky: La marca más popular entre las chicas que quieren una imagen coqueta.
- Basic U: Estilos sencillos a precios razonables. Una marca de la que te puedes fiar.
- Bubble Pop: Una marca juvenil especializada en diseños divertidos.
- Brooke Bridge: La marca británica que lleva el estilo preppy a todo el mundo.
- AZ-USA: La moda más actual para la chica de ciudad.
- Marble Lily: Un mundo maravilloso de ropa y complementos al estilo baby doll.
- StageDive: Estilos con mucho nervio, perfectos para chicas que viven el rock.
- Chorale: Una marca elegante que da un look adulto y un toque de clase.
- Kanokoi: Ropa tradicional de Oriente con un toque informal.
- Zip Line: La marca deportiva más práctica y cómoda.
- Retrobeat: Una marca psicodélica y única con un marcado estilo retro.
- Soy: Una marca étnica y muy natural. Comodidad con un toque exótico.
- Raven Candle: Un oscuro refugio para los amantes del estilo gótico.
- Miss Ribon: Moda de ensueño para los que buscan algo coqueto y femenino.
- Enid Chen: Una marca chic y de categoría para quienes buscan lo más exclusivo.
- Purple Moon: Una colección de prendas de gran calidad con un espíritu juguetón.
- Chorale Prelude: Una elegante marca de bolsos de corte clásico.
- Arianna: Una marca de bolsos exclusiva, lujosa y chic.

Masculinas
- Basic U: Moda sencilla y versátil para hombre.
- Helion: Un fondo de armario imprescindible para el día a día del chico de hoy.
- Dept. 9: Diseños alternativos y a la última para el hombre de la calle.
- Markus & Corman: Alta costura para caballero. Diseños exclusivos.

## Apariciones
En Super Smash Bros for Wii U, se puede escuchar dos pistas del juego en la pantalla de Wuhu Island, Pop Fashion Show y un remix del tema Style Savvy - Trendsetters.